# Edith Galia
Pour les articles homonymes, voir Galia.
De son vrai nom Émilienne, Anastasie Gras, Edith Galia, ou Édith Gallia, est une actrice française, née le 5 mars 1907 à Saint-Leu-la-Forêt et morte dans la même ville le 18 février 1972. Elle épousa Élie Camin et eut de cette union une fille, Élisabeth. Elle fut, également, danseuse et chanteuse.

## Filmographie
- 1936 : La Belle Équipe de Julien Duvivier
- 1936 : Une femme qui se partage de Maurice Cammage
- 1936 : L'Homme du jour de Julien Duvivier
- 1936 : L'Homme sans cœur de Léo Joannon
- 1936 : La Maison d'en face de Christian-Jaque
- 1936 : Quand minuit sonnera de Léo Joannon
- 1936 : Le Roi de Pierre Colombier
- 1938 : L'Ange que j'ai vendu de Michel Bernheim
- 1938 : La Chaleur du sein de Jean Boyer
- 1938 : Ultimatum de Robert Wiene
- 1939 : Le Veau gras de Serge de Poligny
- 1939 : Le Danube bleu d'Emile-Edwin Reinert
- 1939 : Adieu Vienne de Jacques Séverac